# Baraja de cartas de Los más buscados de Irak
La baraja de cartas de los más buscados de Irak, también conocida con su nombre oficial en inglés Personality Identification Playing Cards, fue una baraja creada por el Ejército de los Estados Unidos durante la guerra de Irak en el año 2003. La intencionalidad con la que se crearon es que estas cartas fueran las que se repartiesen entre las tropas, con el objetivo de facilitar las labores de identificación y captura de los personajes más buscados del gobierno de Sadam Huseín.

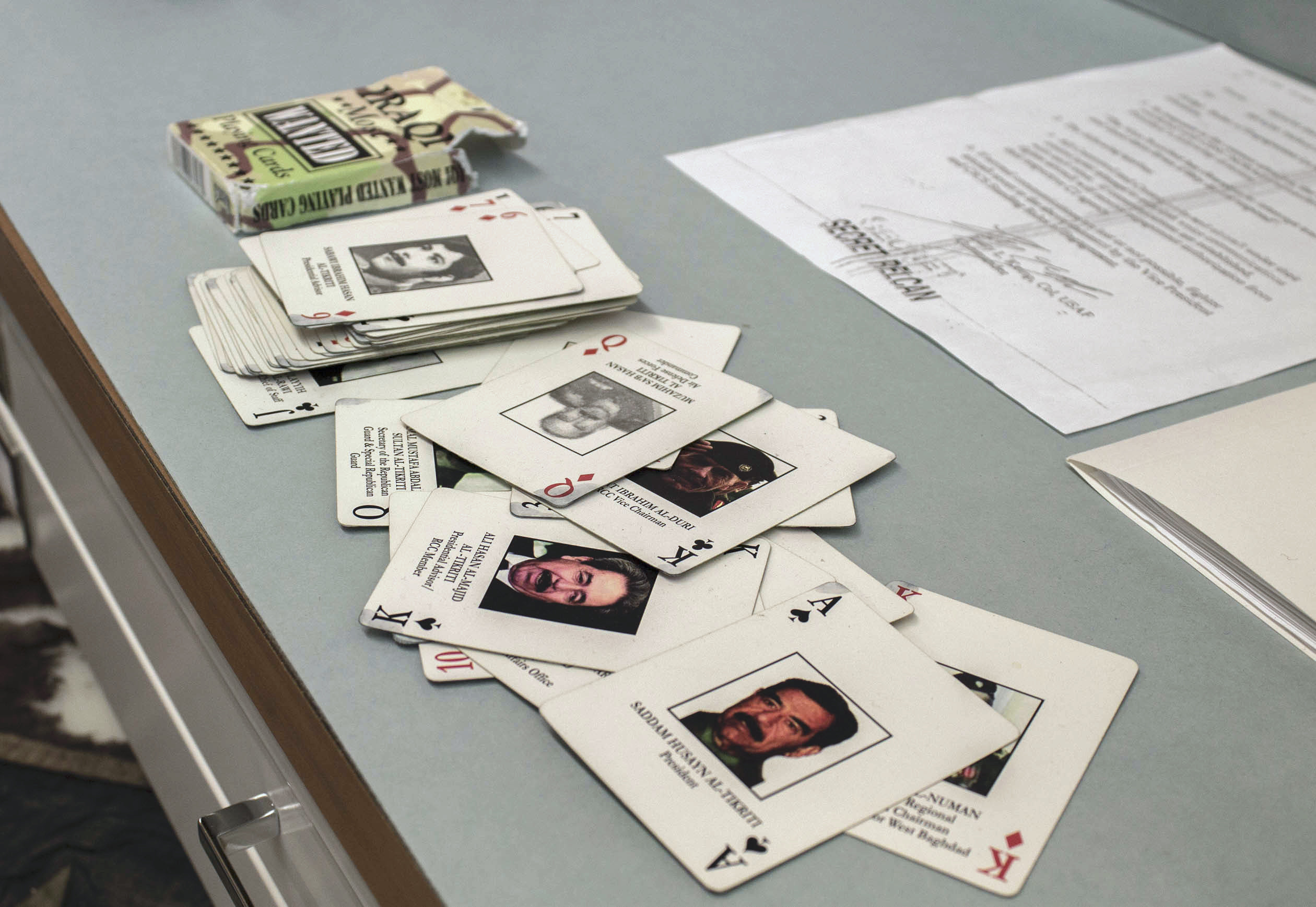
Baraja original

## La baraja

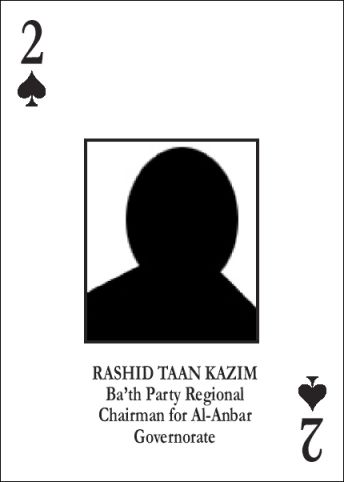
Rashid Taan. 2 de picas.

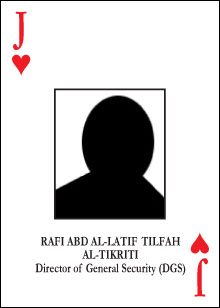
Rafi al Latif. Sota de corazones.

Para las cartas se adoptó el formato de la baraja inglesa-francesa, con 52 cartas. Cada una de las cartas estaba dedicada a algunos de los personajes del régimen iraquí, así como otros miembros del Partido Baaz o del Consejo Revolucionario. El valor de las cartas estaba ligado a la importancia y rango de los personajes dentro del régimen, reservando los ases de cada palo a los miembros más poderosos del clan familiar Huseín. Cada carta venía acompañada con la fotografía del personaje en cuestión, así como su nombre completo y el cargo que desempeñaba, con tal de facilitar la identificación de cada uno de ellos.

### Picas
- As ♠: Sadam Huseín. N.º 1 de la lista. Presidente de Irak. (Ejecutado en 2006)[5]
- Rey ♠: Alí Hasán al Mayid. Conocido como Alí el Químico. Ministro de Defensa e Interior. Primo de Sadam. N.º 5. (Ejecutado en 2010).
- Reina ♠: Mohamed Hamza Zubeidi. Miembro del Consejo Revolucionario. N.º 9 (Muerto encarcelado en 2005).
- Sota ♠: Ibrahim Ahmed Abdulsatar Mohamed. Jefe de Estado Mayor de las Fuerzas Armadas. Nº13 (Muerto encarcelado en 2010).
- 10 ♠: Hamid Raya Shalah. Comandante de las Fuerzas Aéreas. Nº17) (Capturado en 2005).
- 9 ♠: Rukan Razuki Abdulgafar. Jefe tribal. N.º 21 (Asesinado en 2003).
- 8 ♠: Tarek Aziz. Primer ministro de Irak. N.º 25 (Rendido en 2003, Condenado a muerte. Muerto encarcelado en 2015).
- 7 ♠: Mahmud Dhiyab. Ministro del Interior. N.º 29 (Rendido en 2003, Liberado en julio 2012).
- 6 ♠: Amer Mohamed Rashid. Ministro de Petróleo. N.º 33 (Rendido en 2003, Liberado en julio 2012).
- 5 ♠: Watban Ibrahim Hasán. Exministro del Interior. Consejero y hermanastro de Sadam. N.º 37 (Capturado en 2003, Condenado a muerte).
- 4 ♠: Mohamed Zimam Abdulrazak. Dirigente del Partido Baaz. N.º 41
- 3 ♠: Saad Abdulmayid al Faisal. Dirigente del Partido Baaz. N.º 55
- 2 ♠: Rashid Taan Kazim. Presidente regional del Partido Baaz. N.º 49

### Tréboles
- As ♣: Kusay Huseín. Hijo de Sadam. Jefe de las Fuerzas Especiales. N.º 2 de la lista. (Muerto en combate en Mosul en 2003)
- Rey ♣: Izat Ibrahim al Duri. Vicepresidente del Consejo Revolucionario. N.º 6.
- Reina ♣: Kamal Mustafá Abdalá Sultan. Secretario de la Guardia Republicana. N.º 10
- Sota ♣: Sayf al Din Fulayih Hasán Taha al Rawi. Jefe de Estado Mayor de la Guardia Republicana. N.º 14
- 10 ♣: Latif Nusayif Yasim. Jefe militar del Partido Baaz. N.º 18
- 9 ♣: Yamal Mustafá Abdulá Sultan. Diputado jefe de Asuntos Tribales. N.º 22
- 8 ♣: Walid Hamid Tawfiq. Gobernador de Basora. N.º 26
- 7 ♣: Ayad Fayid al Rawi. Jefe de los fedayines.
- 6 ♣: Hosam Mohamed Amin. Jefe de la Dirección Nacional de Vigilancia. N.º 34. (Liberado en 2005).
- 5 ♣: Barzan Ibrahim Hasán. Consejero presidencial. N.º 38. (Ejecutado en 2007).
- 4 ♣: Samir Abdulaziz. Dirigente del Partido Baaz. N.º 42
- 3 ♣: Sayf al Din al Mashadani. Dirigente del Partido Baaz. N.º 46
- 2 ♣: Ugla Abid Saqr. Hermanastro de Sadam. Jefe regional del Partido Baaz. N.º 50

### Corazones
- As ♥: Uday Huseín. Hijo de Sadam. N.º 3 de la lista. (Muerto en combate en Mosul en 2003)
- Rey ♥: Hani Abdulatif Tilfah. Director de Seguridad. N.º 7. (Capturado en 2004)
- Reina ♥: Barzan Abdulgafur Sulayman Mayid. Comandante de la Guardia Republicana Especia. N.º 11
- Sota ♥: Rafi Abdulatif Tilfah. Director de Seguridad General. N.º 15.
- 10 ♥: Abdultawab Mulah Huwaysh. Vicepresidente y ministro de Industria Militar. N.º 19.
- 9 ♥: Mizban Jadr Hadi. Miembro del Consejo Revolucionario. N.º 23
- 8 ♥: Sultan Hashim Ahmad. Ministro de Defensa. N.º 27
- 7 ♥: Zuhayr Talib Abdulsatar. Director de Inteligencia Militar. N.º 31
- 6 ♥: Mohamed Mahdi. Ministro de Comercio. N.º 35.
- 5 ♥: Huda Salih Mahdi Amash. Ingeniera de armamento. Conocida como Sra. Ántrax. Única mujer de la lista. N.º 39. (Liberada en 2005)
- 4 ♥: Humam Abduljaliq Abd. Ministro de Ciencia y Educación. N.º 43
- 3 ♥: Fadil Mahmud Garib. Dirigente del Partido Baaz en la región de Babilonia. N.º 47
- 2 ♥: Gazi Hamud. Dirigente del Partido Baaz en la región de Kut. N.º 51

### Diamantes
- As ♦: Abid Hamid Mahmud. Secretario presidencial de Sadam. N.º 4. (Ejecutado en 2012).
- Rey ♦: Aziz Salih. Dirigente del Partido Baaz en Bagdad Oeste. N.º 8. (Condenado a muerte en 2011).
- Reina ♦: Muzahim Sa'b Hasán. Comandante de las Fuerzas Aéreas. N.º 12
- Sota ♦: Tahir Yalil Habush. Jefe del Servicio de Inteligencia. N.º 16
- 10 ♦: Taha Yasin Ramadan. Vicepresidente y miembro del Consejo Revolucionario. N.º 20. (Ejecutado en 2007).
- 9 ♦: Taha Muyi al Din Maruf. Vicepresidente y miembro del Consejo Revolucionario. Nº24 (Muerto en el exilio en 2009).
- 8 ♦: Hikmat Mizban Ibrahim. Ministro de Finanzas. N.º 28. (Muerto en la cárcel en 2012).
- 7 ♦: Amir Hamudi Hasán. Consejero presidencial de Ciencia. N.º 32
- 6 ♦: Sabawi Ibrahim Hasán. Consejero presidencial. N.º 36. (Muerto por enfermedad en 2013).
- 5 ♦: Abdulbaqi Abdulkarim Abdalá. Dirigente del Partido Baaz en la región de Diala. N.º 40
- 4 ♦: Yahya Abdalá. Dirigente del Partido Baaz en Basora. N.º 44 (Muerto en 2003).
- 3 ♦: Muhsin Jadr. Dirigente del Partido Baaz en Casidia. N.º 48.
- 2 ♦: Adil Abdalá Mahdi. Dirigente del Partido Baaz en Di Car. N.º 52.